# Erasmus Lapicida
Erasmus Lapicida ([...?], 1440 - Viena, 19 de novembre de 1547) fou un compositor de meitat de segle xv.
Era un cantant en capella de la cort de l'Elector Ludwig V a Heidelberg (1510-1521) i més tard es va connectar amb els Habsburg i amb l'arxiduc Ferran d'Àustria, establint-se en Viena el 1520.
Algunes de les seves composicions figuren en diverses col·leccions, bé amb el seu cognom, o solament amb el nom, i a voltes també està abreviat, llegint-ne només Rasmo. també apareixen a vegades tan sols les inicials al front de diverses composicions seves.
Entre elles, s'han conservat: una cançó flamenca, Tandernaken; un Veni Sancti Spiritus, el motet Nativitas Dei genitrix, figurant encara en diferents col·leccions entre composicions d'aquest autor.